# CYC1
CYC1 (англ. Cytochrome c1) – білок, який кодується однойменним геном, розташованим у людей на короткому плечі 8-ї хромосоми. Довжина поліпептидного ланцюга білка становить 325 амінокислот, а молекулярна маса — 35 422.
| 10         |  | 20         |  | 30         |  | 40         |  | 50         |
| ---------- |  | ---------- |  | ---------- |  | ---------- |  | ---------- |
| MAAAAASLRG |  | VVLGPRGAGL |  | PGARARGLLC |  | SARPGQLPLR |  | TPQAVALSSK |
| SGLSRGRKVM |  | LSALGMLAAG |  | GAGLAMALHS |  | AVSASDLELH |  | PPSYPWSHRG |
| LLSSLDHTSI |  | RRGFQVYKQV |  | CASCHSMDFV |  | AYRHLVGVCY |  | TEDEAKELAA |
| EVEVQDGPNE |  | DGEMFMRPGK |  | LFDYFPKPYP |  | NSEAARAANN |  | GALPPDLSYI |
| VRARHGGEDY |  | VFSLLTGYCE |  | PPTGVSLREG |  | LYFNPYFPGQ |  | AIAMAPPIYT |
| DVLEFDDGTP |  | ATMSQIAKDV |  | CTFLRWASEP |  | EHDHRKRMGL |  | KMLMMMALLV |
| PLVYTIKRHK |  | WSVLKSRKLA |  | YRPPK      |  |            |  |            |

A: Аланін

C: Цистеїн

D: Аспарагінова кислота

E: Глутамінова кислота

F: Фенілаланін

G: Гліцин

H: Гістидин

I: Ізолейцин

K: Лізин

L: Лейцин

M: Метіонін

N: Аспарагін

P: Пролін

Q: Глутамін

R: Аргінін

S: Серин

T: Треонін

V: Валін

W: Триптофан

Кодований геном білок за функцією належить до фосфопротеїнів. 
Задіяний у таких біологічних процесах, як транспорт, транспорт електронів, дихальний ланцюг. 
Білок має сайт для зв'язування з іонами металів, іоном заліза, гемом. 
Локалізований у мембрані, мітохондрії, внутрішній мембрані мітохондрії.